# 八蜜凛
八蜜 凛（はちみつ りん、2000年1月8日-）は、日本のAV女優。エイトマン所属。

## 略歴
2022年4月、エイトマンのTwitterにて女優名を公募し、4月15日に女優名が八蜜凛に決定したことを発表。
2022年7月、アイデアポケット専属女優としてAVデビュー。
2022年8月、所属事務所エイトマン15周年記念プロジェクト『8woman Next Stage』のメンバー（全8人）の1人に選出。
月刊FANZA発表「このAV女優がすごい!2022夏」新人編3位。
デビュー作『FIRST IMPRESSION 155 衝撃 IMPACT』は2022年におけるアイデアポケット最大のヒット作となった。2022年12月、アサヒ芸能発表「2022AV年間セールスランキング」では20位にランクイン。
2023年2月には、『アイポケキャンペーン2023』のキャンペーンガールに桃乃木かな、相沢みなみ、桜空もも、天海つばさ、希島あいり、西宮ゆめ、明里つむぎ、加美杏奈、二葉エマ、梓ヒカリ、古川ほのか、庵ひめかと共に選出された。
2023年9月9日、自身のXにてFALENOへの専属移籍を報告。専属移籍第一弾『八蜜凛 緊急移籍 本当の自分を発見する覚醒4本番8コーナースペシャル!』は同年9月23日週、FANZA通販フロアランキングで初登場2位を記録。
10月9日週FANZA通販フロアランキングにて、『ぷるぷるおっぱい洗いで下半身を癒してくれる銭湯の看板娘 八蜜凛』が初登場3位を記録。
11月6日週FANZA通販フロアランキングにおいて、『「おっぱい好きなら触っていいよ?」ノーブラHカップおっぱいで無防備アピールしてくる彼女の巨乳姉と、圧倒的誘惑に負けちゃう最悪なボク 八蜜凛』が初登場7位を記録。
2024年2月17日、東京・duo MUSIC EXCHANGEで行われた「FALENO FES」に出演。同イベントで行われた各種ファッションショーにてランウェイを歩く。
同年4月8日週FANZA通販フロアランキングにて『『パイズリだけなら浮気にならないでしょ?』オナ禁中に彼女の姉に最高に気持ちいいパイズリで責められ、溜めては射精の無限ループ射精管理の7日間 八蜜凛』が初登場9位を記録。
同年7月29日週FANZA通販フロアにて、『大嫌いなコンビニ店長にチクハラされて… バイト中も粘着乳首責めでだらしない敏感早漏体質にされた巨乳バイト 八蜜凛』が初登場7位を記録した。

## 人物
趣味は神社仏閣巡り、森林浴、お香、瞑想、ヨガ、美容。特技は珠算、書道、スーパーボールすくい。
50TA（狩野英孝）の曲を聴きながら風呂に入るのがルーティーン。特に『50TAラップ～東京寄り道メロディ～』は関西から上京する気持ちと重なり思い入れがある。
巨乳評論家の杜哲哉は「街で逢ったら振り返ってしまうくらいのいい女」、それでいて「セックススキルも高い」と評論している。
実姉はタレント経験があり、八蜜自身も高校時代までは女優を目指していた。

## 作品

### アダルトビデオ

#### アイデアポケット専属期間
| 発売日   | タイトル | 規格品番 | 規格品番  | 備考       |
| 発売日   | タイトル | DVD      | BD        | 備考       |
| 2022年   | 2022年 | 2022年   | 2022年    | 2022年     |
| -------- | --- | -------- | --------- | ---------- |
| 7月12日  | FIRST IMPRESSION 155 衝撃 IMPACT | IPX-907  | 9IPX-907  |            |
| 8月9日   | Hcup神ボディがアクメに染まる初めて尽くしの4本番                                                                                                   | IPX-923  | 9IPX-923  |            |
| 9月14日  | 「もうイッてるってばぁっ」 Hカップおっぱい揺らしイキまくるアクメ超絶頂SEX                                                                         | IPX-940  |           |            |
| 11月8日  | 「何発でもOKです」 無制限射精の即尺即ハメ圧巻ボディHカップ巨乳ソープ嬢 衝撃のご奉仕。11回射精!!                                                   | IPX-957  |           |            |
| 12月13日 | 最高の美女と交わすヨダレだらだら ツバだくだく濃厚な接吻とセックス                                                                                 | IPX-974  |           |            |
| 2023年   | |          |           |            |
| 2月14日  | 出張先が記録的豪雨で童貞部下と突然相部屋に… 雨で濡れた身体に興奮した部下に襲われ 朝まで9発のびしょ濡れ絶倫性交                                    | IPX-985  |           |            |
| 3月14日  | 極上無敵ボディーを肉感接写アングルで | IPZZ-005 | 9IPZZ-005 |            |
| 4月11日  | 出張先相部屋NTR 絶倫の上司に一晩中何度もイカされ続けた巨乳女子社員                                                                                | IPZZ-025 |           |            |
| 5月9日   | 突撃! 単体女優八蜜凛が噂の風俗店に体当たりガチ潜入リポート! ピンサロ! デリヘル! メンエス! ハプニングバーと カラダとアソコを張りまくって体験取材!! | IPZZ-040 |           |            |
| 6月13日  | ぷるるんオッパイでキミのオチ〇ポ勧誘しちゃうぞ いつもニコニコ! どこでもパコパコ! おっぱいモロ出し逆バニー OL編                                    | IPZZ-055 |           |            |
| 7月11日  | ≪ノーカットリアル熱交≫ 交わる情熱SEX × 終わりなき追撃SEX                                                                                          | IPZZ-068 |           |            |
| 8月8日   | 会員限定! 予約1年待ち! Hカップ巨乳セラピストが 金玉カラになるまでヌイてくれる密着型超高級メンズエステサロン                                       | IPZZ-093 |           |            |
| 10月31日 | FIRST IMPACT 八蜜凛 初ベスト爆売6タイトル8時間 | IDBD-906 |           | 単体ベスト |

#### FALENO専属期間
| 配信日   | 発売日        | タイトル | 規格品番  | 備考   |
| 2023年   | 2023年        | 2023年 | 2023年    | 2023年 |
| -------- | ------------- | --- | --------- | ------ |
| 9月20日  | 10月12日      | 八蜜凛 緊急移籍 本当の自分を発見する覚醒4本番8コーナースペシャル!                                                                                        | FSDSS-669 |        |
| 10月12日 | 11月9日       | ぷるぷるおっぱい洗いで下半身を癒してくれる銭湯の看板娘                                                                                                   | FSDSS-670 |        |
| 11月13日 | 12月7日       | 「おっぱい好きなら触っていいよ?」 ノーブラHカップおっぱいで無防備アピールしてくる 彼女の巨乳姉と、圧倒的誘惑に負けちゃう最悪なボク                       | FSDSS-671 |        |
| 12月6日  | 2024年1月11日 | ドエロい舌使いと腰のうねりで悶絶必須! 乳首弄りと杭打ち騎乗位で男を骨抜きにする天然痴女                                                                   | FSDSS-715 |        |
| 2024年   |               | |           |        |
| 1月7日   | 2月8日        | AI彼女 | FSDSS-731 |        |
| 2月7日   | 3月7日        | 「私はシタいだけなんで…」 家庭に干渉してこないセックスの相性抜群な カラダだけを求め合う都合のいい最高の愛人                                              | FSDSS-732 |        |
| 3月12日  | 4月25日       | 一泊二日、なまなましい性欲かけ流しセックス。 | FSDSS-745 |        |
| 4月12日  | 5月9日        | 『パイズリだけなら浮気にならないでしょ?』 オナ禁中に彼女の姉に最高に気持ちいいパイズリで責められ、 溜めては射精の無限ループ射精管理の7日間               | FSDSS-769 |        |
| 5月13日  | 6月20日       | 向かい部屋の美巨乳女を彼氏に内緒でひたすら性交 いいなり性欲処理肉便器に堕とすまで…                                                                       | FSDSS-783 |        |
| 6月13日  | 7月25日       | 揉んで挟んで揺らして吸って Hカップ美巨乳若女将の性交付きおっぱい揉みしだき旅館                                                                           | FSDSS-798 |        |
| 7月12日  | 8月22日       | 大嫌いなコンビニ店長にチクハラされて… バイト中も粘着乳首責めでだらしない 敏感早漏体質にされた巨乳バイト                                                  | FSDSS-820 |        |
| 8月21日  | 9月26日       | このうさちゃんが脱いだらスゴイおっぱいだった…! 世間知らずな巨乳バイトと、汗と愛液にビショ濡れてヤリまくった。                                            | FSDSS-856 |        |
| 9月22日  | 10月24日      | 「ぱふぱふしてあげる♡」 プルンプルンおっぱいで朝から晩までとことん甘やかしてくれる 超優しいカノジョと究極の同棲生活                                      | FSDSS-889 |        |
| 10月15日 | 11月21日      | 史上最高ボディがエビ反るイカレ絶頂マッサージ 痙攣イキ性感焦らしオイルエステ                                                                              | FSDSS-910 |        |
| 11月16日 | 12月26日      | ぷるぷるおっぱい南国エロステティシャン 肉感アングルで極上の世界へ誘う                                                                                    | FSDSS-918 |        |
| 12月29日 | 2025年1月23日 | 隣のゴミ部屋に住む悪臭絶倫モンスターに 何度もイカされまくったワタシ                                                                                      | FSDSS-932 |        |
| 2025年   |               | |           |        |
| 1月18日  | 2月20日       | 汗だくおっぱいぷるぷる ヌキありパーソナルジムトレーナー 八蜜凛                                                                                           | FSDSS-965 |        |
| 2月16日  | 3月20日       | 最強美ボディー八蜜凛がおっパブ嬢だったら… こっそり裏オプで本番OK! コスプレ4シチュエーション                                                              | FSDSS-995 |        |
| 3月22日  | 4月24日       | いいなり家政婦 男だらけ家族の性処理具 八蜜凛 | FNS-016   |        |
| 4月13日  | 5月8日        | 美人競泳選手を引退に追い込んだ 粘着ス●●カーの食い込みハイレグ舐め堕ち逆レッスン 八蜜凛                                                                   | FNS-023   |        |
| 5月19日  | 6月26日       | 即尺即パイズリ即ハメ無制限射精で 12発以上は必ず抜いてくれる極上ソープ 八蜜凛                                                                             | FNS-037   |        |
| 6月22日  | 7月24日       | 人気コスプレイヤーがキモオタのファンにやさしくしたせいで 勝手にオフパコをセッティングされ、密室のホテルで おま●こがぶっ壊れるほどイカされ理性崩壊 八蜜凛 | FNS-052   |        |
| 7月20日  | 8月21日       | 深夜回診で豹変しザーメン10発搾り取るサキュバスナース 八蜜凛                                                                                              | FNS-072   |        |
| 8月23日  | 9月25日       | 距離感をゼロにするはんなり淫語で 金玉トロけて精子爆増するオナサポ関西弁ASMR 八蜜凛                                                                       | FNS-092   |        |

### 写真集
- DOCUMENT 8woman エイトマン女優8人の七日間の軌跡（2022年9月24日、徳間書店、撮影：塩原洋）※芸能事務所「エイトマン」所属女優によるユニット「8woman」のドキュメンタリー写真集[16]。ISBN 978-4-19-865523-5

### デジタル写真集
- 八蜜凛 エロスのかたまり（2022年6月8日、小学館、撮影：福島裕二）[17]
- 8woman Next Stage 美裸神∞契　（2022年8月8日、小学館、撮影：西田幸樹）[18]
- 8woman Next Stage 鷲尾めい × 桃尻かなめ × 八蜜凛 side car（2022年8月19日、小学館、撮影：西田幸樹）[19]
- 8woman Next Stage TREASURES（2022年12月16日、小学館、撮影：西田幸樹）[20]
- We are IdeaPocket! Special Photo Book 2023（2023年2月24日、FANZA BEAUTY COLLECTION）※「アイデアポケット」専属女優13名によるスペシャルフォトブック。FANZA限定配信。
- ハニートラップ 八蜜凛（2023年11月7日、徳間書店、撮影：鈴木ゴータ）
- 美乃すずめ × つばさ舞 × 八蜜凛 × 藤かんな 美女4人ホカホカ湯けむり旅 お風呂でびちゃびちゃ編（2024年11月25日、小学館、撮影：西田幸樹）[21]
- 美乃すずめ × つばさ舞 × 八蜜凛 × 藤かんな 美女4人ホカホカ湯けむり旅 浴衣でわちゃわちゃ編（2024年11月25日、小学館、撮影：西田幸樹）[22]
- 美乃すずめ × つばさ舞 × 八蜜凛 × 藤かんな 美女4人ホカホカ湯けむり旅 豪華100ページ超完全版（2024年11月25日、小学館、撮影：西田幸樹）[23]
- 八蜜凛写真集 バイオレンスハニー（2024年12月18日、徳間書店、撮影：西田幸樹）
- 凛としてハニー 八蜜凛（2025年8月8日、徳間書店、撮影：八蜜凛）

## 製品

### カレンダー
- エイトウーマン 2023年カレンダー（2022年11月26日、SUNCARAT）※「8woman」名義
- 八蜜凛 2024年カレンダー（2023年10月14日、SUNCARAT）
- 卓上 八蜜凛 2024年カレンダー（2023年10月14日、SUNCARAT）
- 八蜜凛 2025年カレンダー（2024年12月14日、トライエックス）
- 卓上 八蜜凛 2025年カレンダー（2024年12月14日、トライエックス）

### アダルトグッズ
オナホール
- FALENO STAR JAPAN HOLE -ファレノスター ジャパン ホール- 八蜜凛（2025年2月28日、YUIRA）※生写真付き